# Drupi

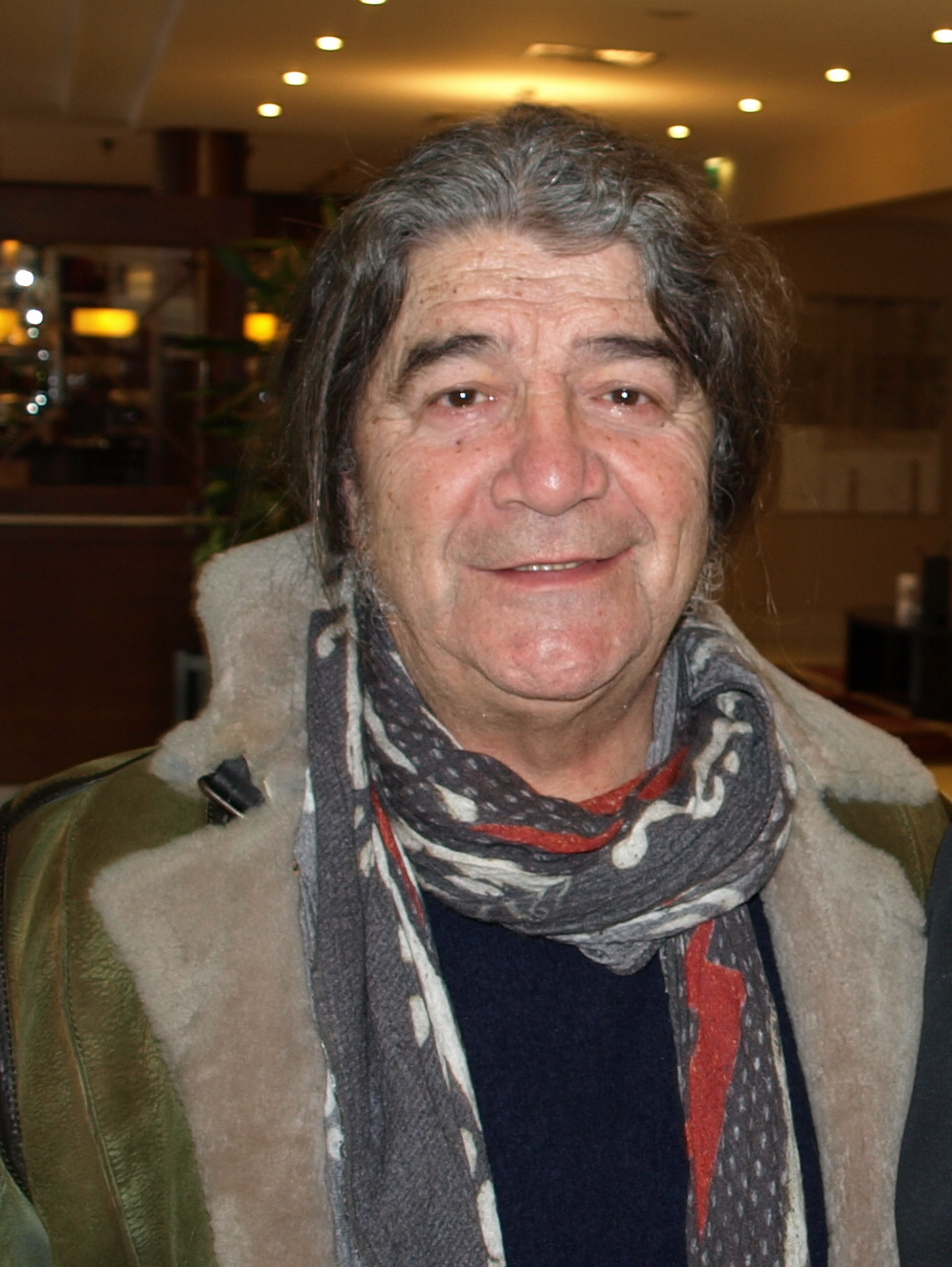
Drupi, 2014

Drupi (* 10. August 1947 in Pavia, eigentlich Giampiero Anelli) ist ein italienischer Sänger.

## Biografie
Der norditalienische Sänger wurde früh durch die Musik der Beatles inspiriert, sein Künstlername bezieht sich auf die Tex-Avery-Figur Droopy Dog. Mitte der 1960er Jahre war er bereits Mitglied einer Rockband namens „The Magnets“, fuhr aber auch Motocross-Rennen und gab Tauchunterricht. Anfang der 1970er Jahre begann die Solokarriere als Sänger.
Drupi trat das erste Mal 1973 beim Sanremo-Festival auf und belegte mit seinem Lied Vado via den letzten Platz. Der Song schaffte es dennoch in Frankreich an die Spitze der Singlecharts und in England in die Top 20. Darauf folgten die in mehreren europäischen Ländern erfolgreichen Singles Piccola e fragile, Sereno è, Due und Sambariò (aus dem Sanremo-Festival 1976), mit denen Drupi Mitte der 1970er Jahre in vielen deutschen Fernsehsendungen zu sehen und oft im Radio zu hören war.
1982 belegte er in Sanremo den dritten Platz und trat mit Regalami un sorriso (1984), Fammi volare (1985), Era bella davvero (1988), Un uomo in più (1992) sowie mit Voglio una donna (1995) fünf weitere Male beim Festival auf.

## Diskografie

### Alben
| Jahr | Titel     | Höchstplatzierung, Gesamtwochen, AuszeichnungChartsChartplatzierungen (Jahr, Titel, Platzierungen, Wochen, Auszeichnungen, Anmerkungen) | Anmerkungen |
| Jahr | Titel     | IT | Anmerkungen |
| ---- | --------- | --- | ----------- |
| 1974 | Drupi     | IT13 (24 Wo.)IT |             |
| 1974 | Sereno è  | IT4 (20 Wo.)IT |             |
| 1975 | Due       | IT7 (13 Wo.)IT |             |
| 1978 | Provincia | IT18 (4 Wo.)IT |             |

- 1976: Drupi (La visiera si stacca e si indossa!)
- 1977: Di solito la gente mi chiama Drupi
- 1979: E grido e vivo e amo
- 1981: Drupi
- 1983: Canta
- 1985: Un passo
- 1989: Drupi
- 1990: Avanti
- 1992: Amica mia
- 1993: Maiale
- 1995: Voglio una donna
- 1997: Bella e strega
- 2004: Buone notizie
- 2007: Fuori target
- 2013: Ho sbagliato secolo

### Singles
| Jahr | Titel Album                                         | Höchstplatzierung, Gesamtwochen, AuszeichnungChartplatzierungen (Jahr, Titel, Album, Platzierungen, Wochen, Auszeichnungen, Anmerkungen) | Höchstplatzierung, Gesamtwochen, AuszeichnungChartplatzierungen (Jahr, Titel, Album, Platzierungen, Wochen, Auszeichnungen, Anmerkungen) | Höchstplatzierung, Gesamtwochen, AuszeichnungChartplatzierungen (Jahr, Titel, Album, Platzierungen, Wochen, Auszeichnungen, Anmerkungen) | Höchstplatzierung, Gesamtwochen, AuszeichnungChartplatzierungen (Jahr, Titel, Album, Platzierungen, Wochen, Auszeichnungen, Anmerkungen) | Höchstplatzierung, Gesamtwochen, AuszeichnungChartplatzierungen (Jahr, Titel, Album, Platzierungen, Wochen, Auszeichnungen, Anmerkungen) | Höchstplatzierung, Gesamtwochen, AuszeichnungChartplatzierungen (Jahr, Titel, Album, Platzierungen, Wochen, Auszeichnungen, Anmerkungen) | Anmerkungen                       |
| Jahr | Titel Album                                         | DE | AT | CH | UK | US | IT | Anmerkungen                       |
| ---- | --------------------------------------------------- | --- | --- | --- | --- | --- | --- | --------------------------------- |
| 1973 | Vado via Drupi                                      | — | — | — | UK17 (12 Wo.)UK | US88 (4 Wo.)US | — | Beitrag zum Sanremo-Festival 1973 |
| 1974 | Rimani Drupi                                        | — | — | — | — | — | IT3 (20 Wo.)IT |                                   |
| 1974 | Piccola e fragile Drupi                             | DE24 (13 Wo.)DE | AT9 (24 Wo.)AT | CH3 (15 Wo.)CH | — | — | IT1 (23 Wo.)IT |                                   |
| 1974 | Sereno è                                            | DE43 (1 Wo.)DE | AT13 (8 Wo.)AT | — | — | — | IT2 (24 Wo.)IT |                                   |
| 1975 | Due                                                 | — | AT13 (12 Wo.)AT | — | — | — | IT4 (23 Wo.)IT |                                   |
| 1976 | Sambariò Drupi (La visiera si stacca e si indossa!) | — | — | — | — | — | IT14 (20 Wo.)IT | Beitrag zum Sanremo-Festival 1976 |
| 1977 | Come va Di solito la gente mi chiama Drupi          | — | — | — | — | — | IT14 (11 Wo.)IT |                                   |
| 1978 | Provincia                                           | — | — | — | — | — | IT18 (3 Wo.)IT |                                   |
| 1982 | Soli Drupi                                          | — | — | — | — | — | IT10 (10 Wo.)IT | Beitrag zum Sanremo-Festival 1982 |
| 1984 | Regalami un sorriso Un passo                        | — | — | — | — | — | IT14 (5 Wo.)IT | Beitrag zum Sanremo-Festival 1984 |
| 2008 | Ma io rinascerò Fuori target                        | — | — | — | — | — | IT45 (2 Wo.)IT |                                   |

- 1976: Bella bellissima
- 1977: Con fantasia
- 1978: Gente / Un’onda
- 1978: Paese
- 1979: Una come te
- 1979: E grido e vivo e amo
- 1979: Buona notte / Giovanna
- 1980: Setkání / Kam jsi to letět chtěl, ptáčku můj (Hana Zagorová & Drupi) (ČSSR)
- 1980: Sera
- 1981: La mia canzone al vento
- 1981: Stai con me (Promo)
- 1983: Canta
- 1984: Fammi volare (Promo)
- 1985: Un vero amore – Saint Vincent (Promo)
- 1988: Era bella davvero